# McLaren F1
Pour l'écurie de Formule 1, voir McLaren Racing
La McLaren F1 est une automobile conçue et produite par McLaren Automotive, une filiale britannique McLaren Technology Group qui, entre autres, possède l'écurie de Formule 1 McLaren Racing. La voiture accueille un moteur atmosphérique BMW d'architecture V12 à 60° de 6,1 litres de cylindrée développant une puissance de 627 ch. La McLaren F1 a été conçue pour être « the finest drivers’ car ever built, or ever likely to be built » (en français : « la meilleure voiture de série jamais construite, ou susceptible d'être construite ») par une équipe d'une trentaine d'ingénieurs dirigée par Gordon Murray.
Seules 106 voitures furent produites entre 1993 et mai 1998 (71 homologuées, 28 de course, et 7 prototypes).
Le 31 mars 1998, la McLaren F1 devient la voiture de série la plus rapide au monde avec une vitesse de pointe officielle de 391 km/h établie sur le terrain d’essais Volkswagen de Ehra-Lessien par le pilote britannique Andy Wallace, jusqu'à l'arrivée de la Koenigsegg CCR en 2005, et de la Bugatti Veyron 16.4 quelques mois plus tard. Elle garde cependant le record pour une voiture à moteur atmosphérique.

## Historique
Dans l'écurie McLaren, les succès en Formule 1 ne cessent de s'accumuler. Après un premier titre en 1974, McLaren revient au sommet dans les années 1980 avec les moteurs TAG Porsche turbocompressés puis avec des moteurs Honda turbocompressés pour débuter, puis des atmosphériques de 3,5 litres correspondant à la réglementation en vigueur. Dans l'écurie McLaren, sous la direction de Ron Dennis, les succès se succèdent avec des pilotes de renom comme Ayrton Senna, Niki Lauda ou Alain Prost, des moteurs puissants et efficaces, Honda, Porsche et Ford et des ingénieurs de talents comme Gordon Murray.
Mais ce dernier veut se lancer un autre challenge après tant de succès qu'il avait déjà connus chez Brabham. Il veut concevoir une GT de route. Poussée par ses succès en Formule 1, l'équipe dirigeante du groupe McLaren, composée de Mansour Ojjeh, Ron Dennis, Bob Hillman, Gordon Murray et Creighton Brown décide de se lancer. Le chef de projet est Gordon Murray et le design est créé par Peter Stevens. Une usine toute neuve est construite à Woking, face au siège de McLaren et une société est créée spécialement en 1989 : McLaren CarsLtd.
En 1990, lancement du projet McLaren F1 avec Gordon Murray à la tête du projet. À la fin mai 1992, la McLaren F1 est présentée officiellement à Monaco à un petit groupe de privilégiés. À partir de janvier 1993, elle effectue ses premiers tours de piste et la production débute en 1994. En 1995, la McLaren F1 remporte les 24 Heures du Mans.
En 1996, la version de la McLaren F1 LM dans sa livrée orange (couleur papaye) est présentée. Elle est allégée avec un moteur V12 BMW amélioré. Cinq exemplaires seront produits. En 1997, présentation de la McLaren F1 GT, dont la carrosserie a été modifiée et allongée pour une meilleure stabilité et une vitesse de pointe accrue (plus de 380 km/h). En 1998, la production et la commercialisation de la McLaren F1 s'arrête.

## Différentes versions
Seulement 106 voitures furent produites, 64 sont des versions de route standard (F1), cinq sont des versions LM (version célébrant les cinq F1 GTR ayant terminé les 24 Heures du Mans 1995 aux places 1, 3, 4, 5, et 13), deux sont des voitures de route avec un long aileron (GT), cinq des prototypes (XP), 28 des voitures de course, un prototype LM (XP LM) et un prototype GT (XPGT).
La production commence en 1994 et se termine en 1998. Une voiture est construite en trois mois et demi.

## Version de route

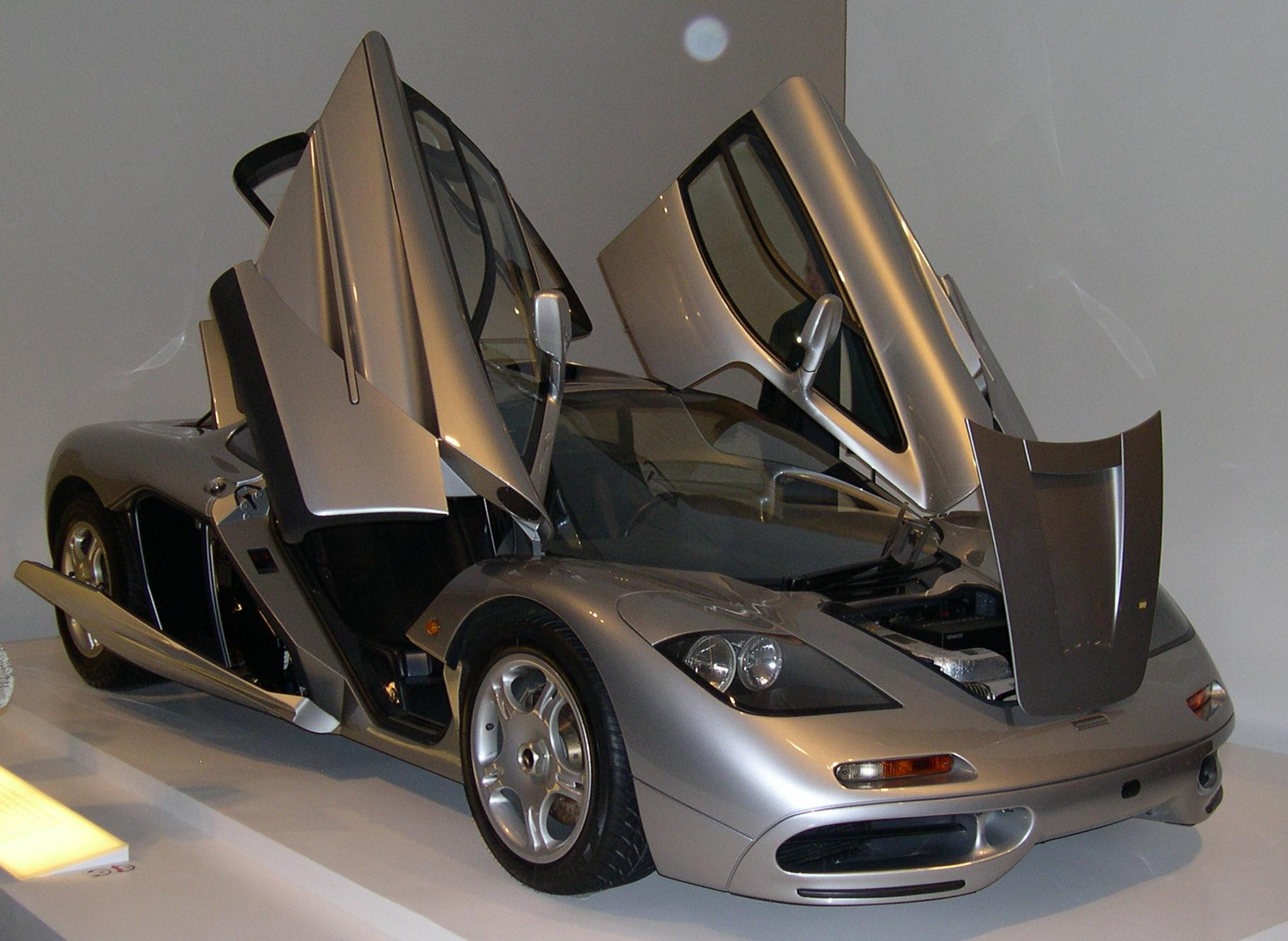
La version de route.

Afin de donner la meilleure place au conducteur, celui-ci est assis sur un siège situé au centre de la voiture. Les deux passagers s'installent à sa gauche et à sa droite. En plus d'être très performante, les concepteurs ont voulu que la F1 soit utilisable au quotidien. On trouve donc plusieurs rangements pour les bagages (sous le capot avant et dans des logements latéraux situés devant les roues arrière).

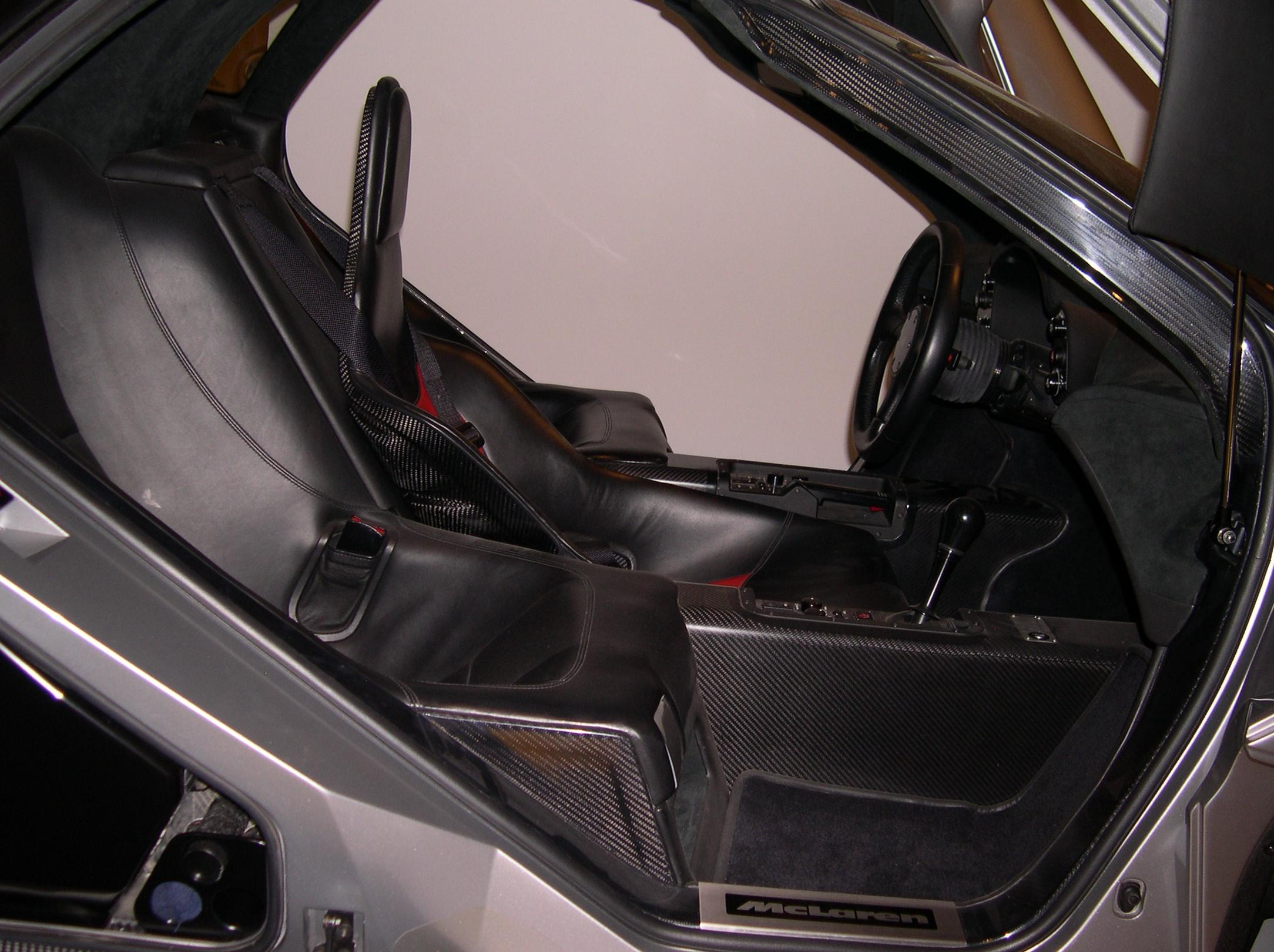
Les trois sièges.

McLaren insista pour que le moteur soit atmosphérique pour garantir une bonne fiabilité et un bon contrôle par le conducteur. Ainsi BMW Motorsport fournit un moteur V12 atmosphérique notamment utilisé dans ses séries 7 et 8, mais spécialement modifié pour l'occasion. D'un poids de 266 kg, il fournit 461 kW (627 ch) à 7 400 tr/min et son couple maximum est de 651 N m à 5 600 tr/min. La légèreté de la voiture (1 140 kg) permet à la F1 de disposer de 0,55 ch/kg (ou 1,82 kg/ch).

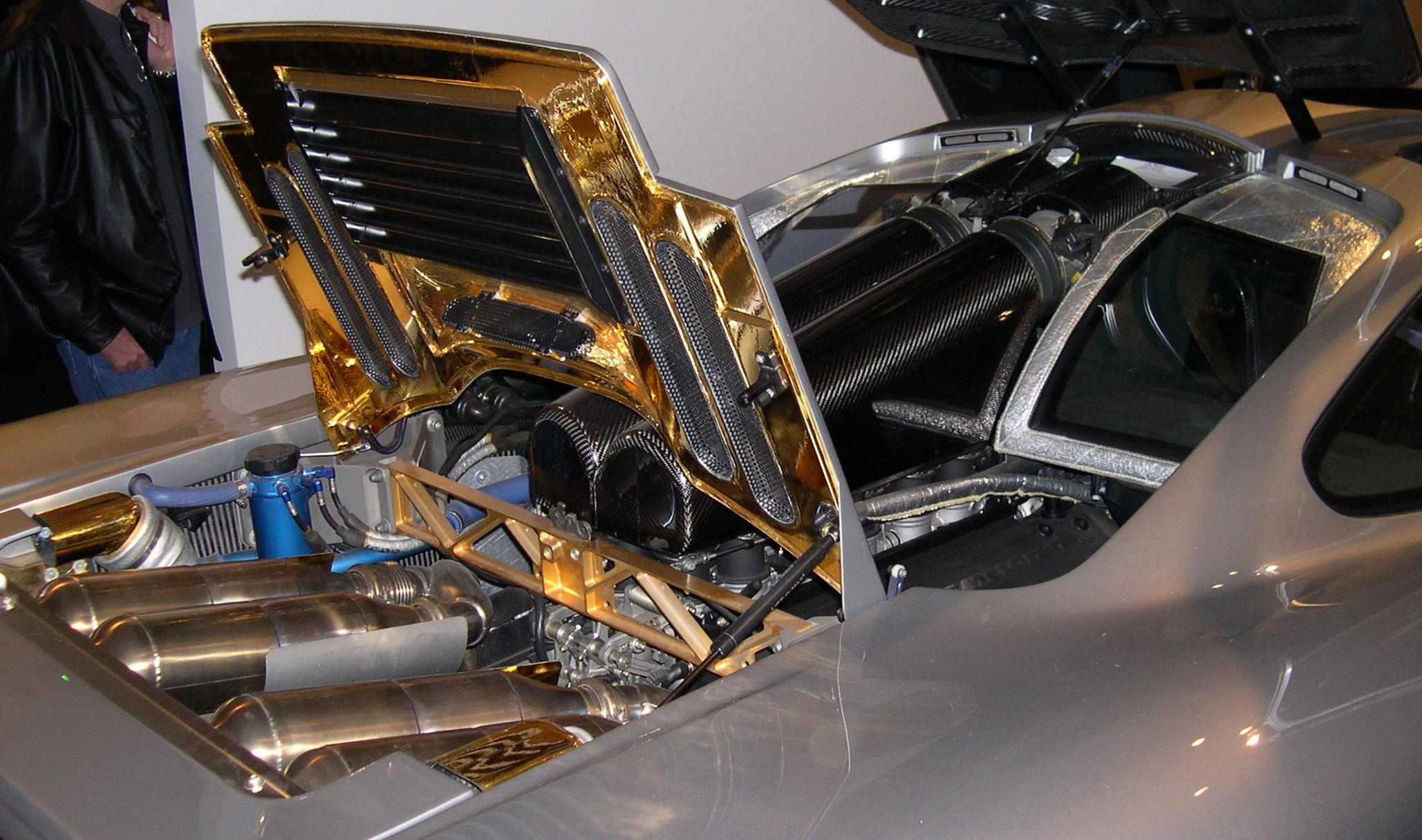
Le V12 BMW S 70/2 en position centrale arrière.

Le freinage est lui aussi satisfaisant grâce aux freins largement dimensionnés, au poids contenu et au petit aérofrein à l'arrière qui se déploie automatiquement. Le châssis est monocoque en matériaux composites à base de fibres de carbone, le compartiment moteur a été thermiquement isolé grâce à un film d'or (représentant une valeur de 2 500 livres sterling de l'époque), comme pour les satellites. Tout était fait pour être le plus léger possible : le cuir des sièges, le lecteur CD ou la trousse à outils en titane. Enfin, un modem intégré à la voiture permettait de la relier au support technique de McLaren partout dans le monde.
Le prix de cette version de route était de 634 500 livres sterling en Angleterre. La révision des neuf mois coûtait entre 2 000 et 3 000 livres sterling et la révision des 18 mois coûtait jusqu'à 10 000 livres sterling.
L'accident et la réparation d'une McLaren F1 ont donné lieu au plus important remboursement de réparation automobile par une assurance jamais enregistré au Royaume-Uni : le véhicule appartenait à l'acteur Rowan Atkinson (connu en particulier pour son interprétation de Mr Bean) ; la réparation a pris plus d'un an et a coûté 910 000 livres sterling, soit environ un million d'euros.

### Performance

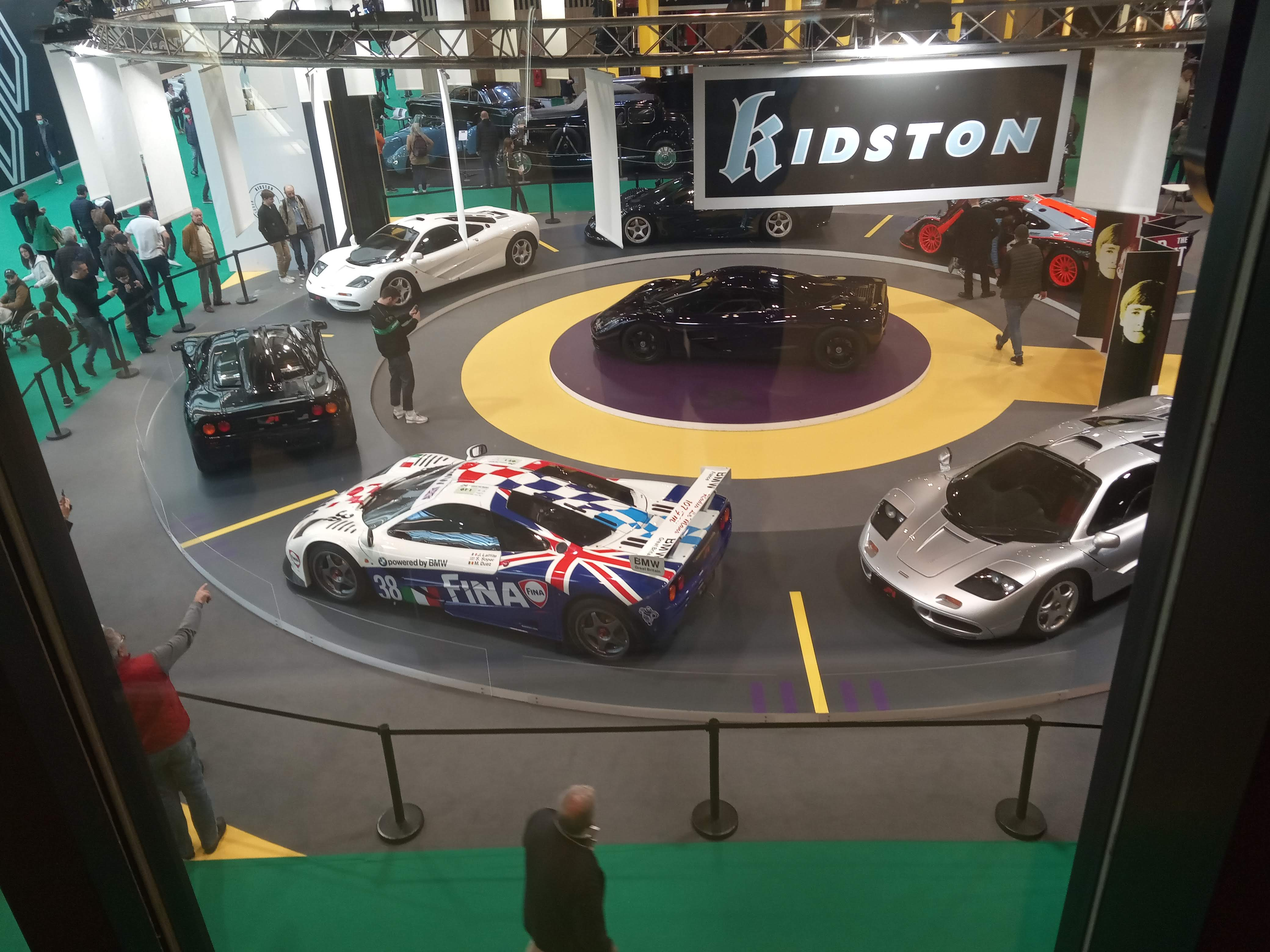
McLaren F1 exposées au salon Rétromobile 2022.

Grâce à ses hautes performances, la McLaren F1 reste une référence et l'une des voitures de série les plus rapides :
- 0-48 km/h : 1,72 s
- 0-96 km/h : 3,15 s
- 0-161 km/h : 5,56 s
- 0-241 km/h : 10,47 s
- 0-322 km/h : 21,43 s
- 400 m départ arrêté : 10,37 s à 240,15 km/h
- 1 000 m départ arrêté : 18,16 s à 306 km/h
- Vitesse maximum : 386,7 km/h
- Régime max : 7 500 tr/min

## Versions spéciales

### LM

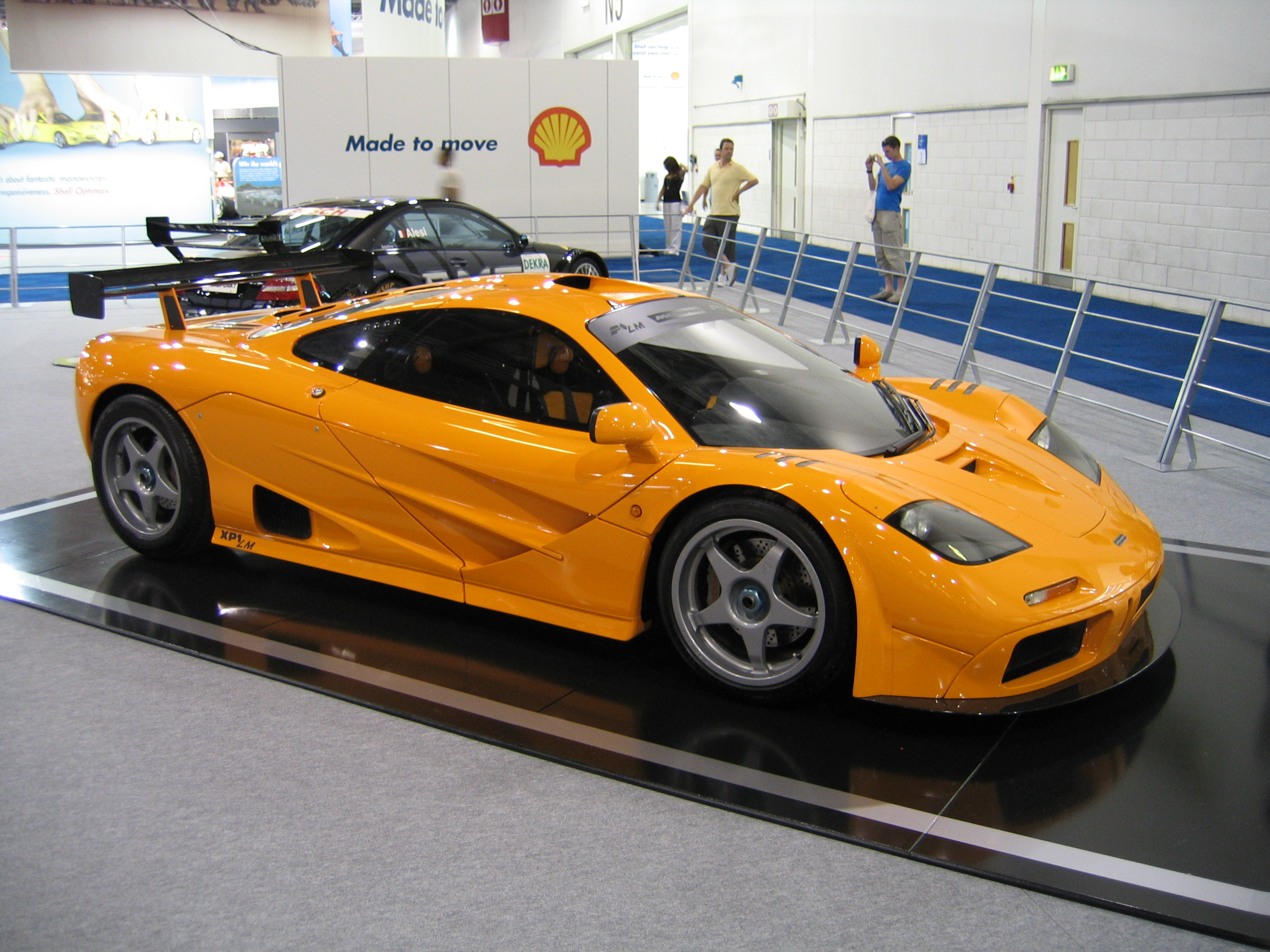
XPLM, le prototype de la McLaren F1 LM.

En l'honneur de son succès au Mans en 1995, McLaren annonça la création d'une McLaren F1 LM (LM pour Le Mans). Comme cinq F1 GTR avaient terminé au Mans, cinq F1 LM sont construites. Le poids est réduit d'environ 75 kg par rapport à la version route en supprimant des pièces de finition et des équipements optionnels comme l'installation Hi-Fi. La voiture reçoit un ensemble boîte-différentiel différent, des modifications aérodynamiques (notamment un aileron arrière) et des jantes spéciales de 18 pouces (457 mm). La LM utilise le moteur déjà amélioré de la GTR '95 mais sans les restrictions liées à la course automobile, produisant ainsi 508 kW (691 ch).
Trois des cinq LM construites sont faciles à reconnaître à cause de leur peinture « Papaya Orange » choisie en mémoire de Bruce McLaren qui avait utilisé cette couleur pour toutes ses Formule 1 et CanAm contemporaines. Les LM1 et LM4 produites pour le Sultan de Brunei ont reçu, elles, une peinture noire avec des bandes bleues, jaunes et grises.
Bien que seulement cinq LM aient été vendues, un sixième châssis existe. En effet un prototype appelé « XPLM » a servi à tester les modifications apportées pour former la F1 LM. Cette voiture, aussi peinte en Papaya Orange, est conservée par McLaren.
- Elle passe de 0 à 96 km/h en moins de 3 secondes.
- Car Magazine a utilisé une F1 LM pour battre le record du monde du 0 à 161 km/h en 5,9 s.
- Pendant l'été 1999, le pilote Andy Wallace a battu le record du monde du 0 à 161 à 0 km/h en 11,5 s à son volant[10]. Depuis, ce record a été battu par l'Ultima GTR.

La vitesse de pointe de la LM n'est pas aussi élevée que celle de la version de route, principalement à cause de l'aileron arrière, mais aussi à cause de ses rapports de boîte plus courts et d'un bouclier avant plus émoussé emprunté à la GTR dessiné pour créer plus d'appui au sol. McLaren Cars Ltd affirme que la vitesse de pointe est de 362 km/h, mais ceci n'a jamais été prouvé ou testé. Elle coûtait 850 000 livres sterling en Angleterre. La révision des 10 000 km coûtait (aux alentours de 2005) 30 000 livres sterling.

### GT
Face à Porsche et Mercedes-Benz, McLaren voulut créer une version de course plus compétitive. Comme les voitures de course GT1 devaient être construites à partir d'une voiture homologuée pour la route, McLaren dut développer une ultime version routière, plus performante : La McLaren F1 GT, sortie en 1997.
Cette version voit l'arrière de sa carrosserie allongée et l'appui aérodynamique créé par cet élément est suffisant pour pouvoir se passer de l'aileron arrière qui était présent sur la LM. Les roues sont légèrement plus larges. L'avant et l'intérieur, inspirés ou repris des GTR.

## Versions voitures de course

### GTR '95
Pour répondre à la demande de certaines écuries, la version de course McLaren F1 GTR '95 est produite en 1995. Elle est tout spécialement destinée aux courses d'endurance sur des circuits tels qu'Hockenheim, Silverstone, Helsinki et Mugello. Étant dotée d'un appui aérodynamique beaucoup plus important que la version de route, la GTR dispose d'une vitesse maximale moindre, mais bénéficie d'une tenue de route exceptionnelle. De plus, la gestion moteur, les suspensions, la carrosserie et l'intérieur sont modifiés. Des brides à l'admission d'air limitent la puissance à 447 kW (607 ch) pour satisfaire aux règlements de course.
Elle remporta les 24 Heures du Mans 1995. Quatre autres GTR '95 finirent troisième, quatrième, cinquième et treizième lors de cette même course.
La voiture remportera ensuite les championnats BPR Global GT Series en 1995 et 1996 et GTR Euroseries en 1998.

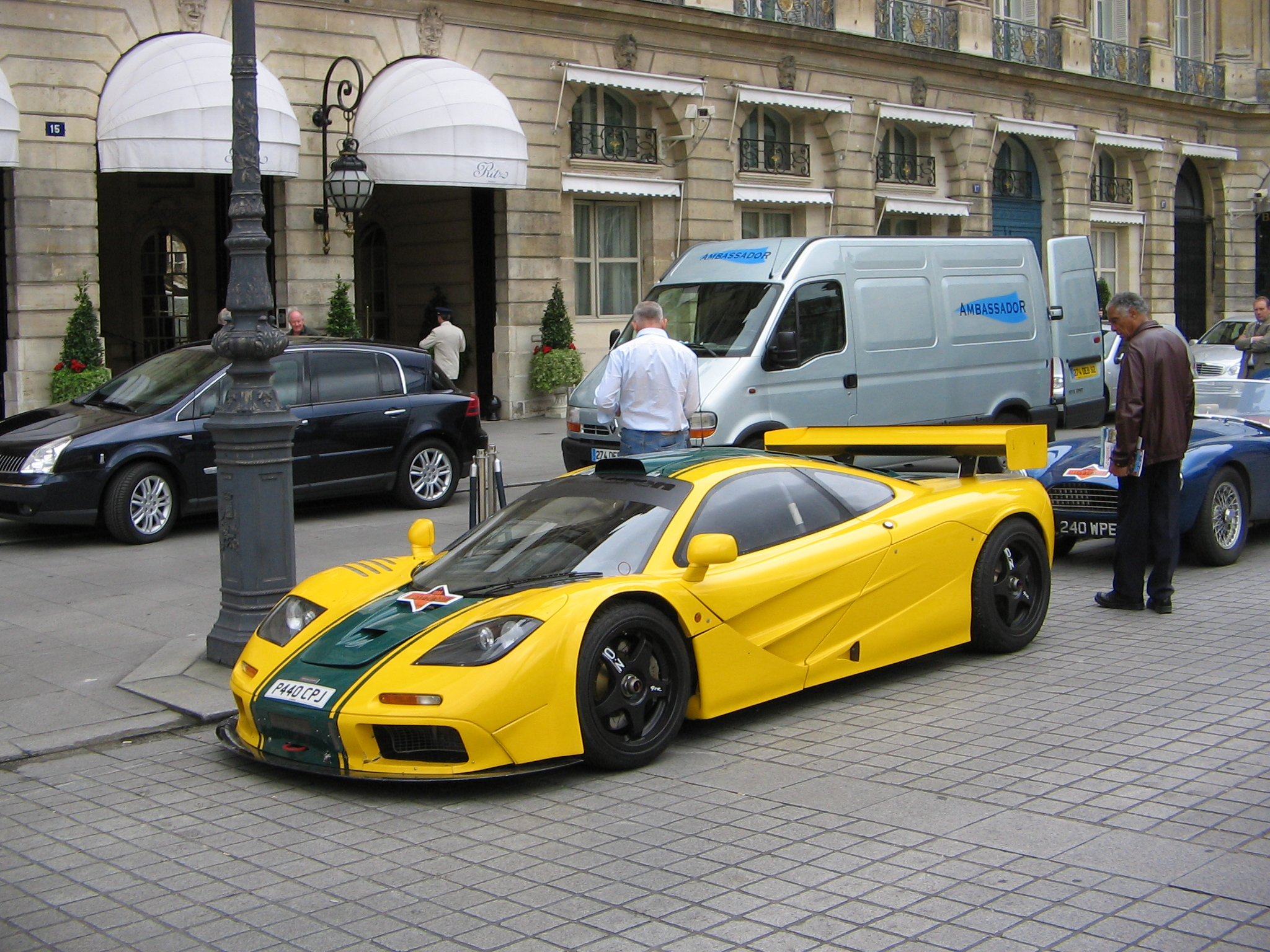
McLaren F1 GTR '95 châssis #06R (3e au Mans en 1995) à Paris en 2005.
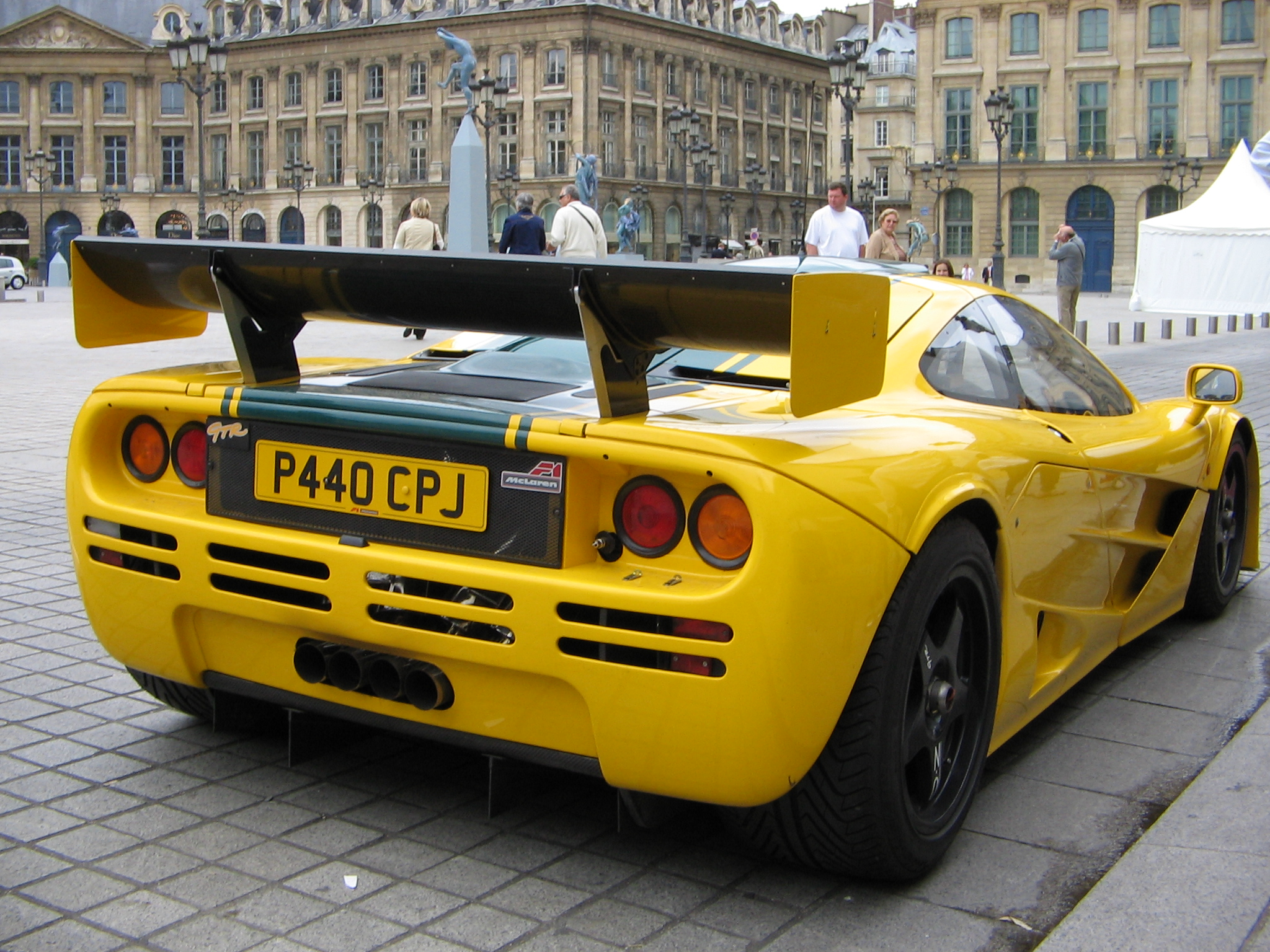
McLaren F1 GTR '95.

### GTR '96
Le succès de la GTR '95 amena McLaren à produire en 1996 neuf autres voitures de course, les McLaren F1 GTR '96, qui sont un peu plus légères que les GTR '95.

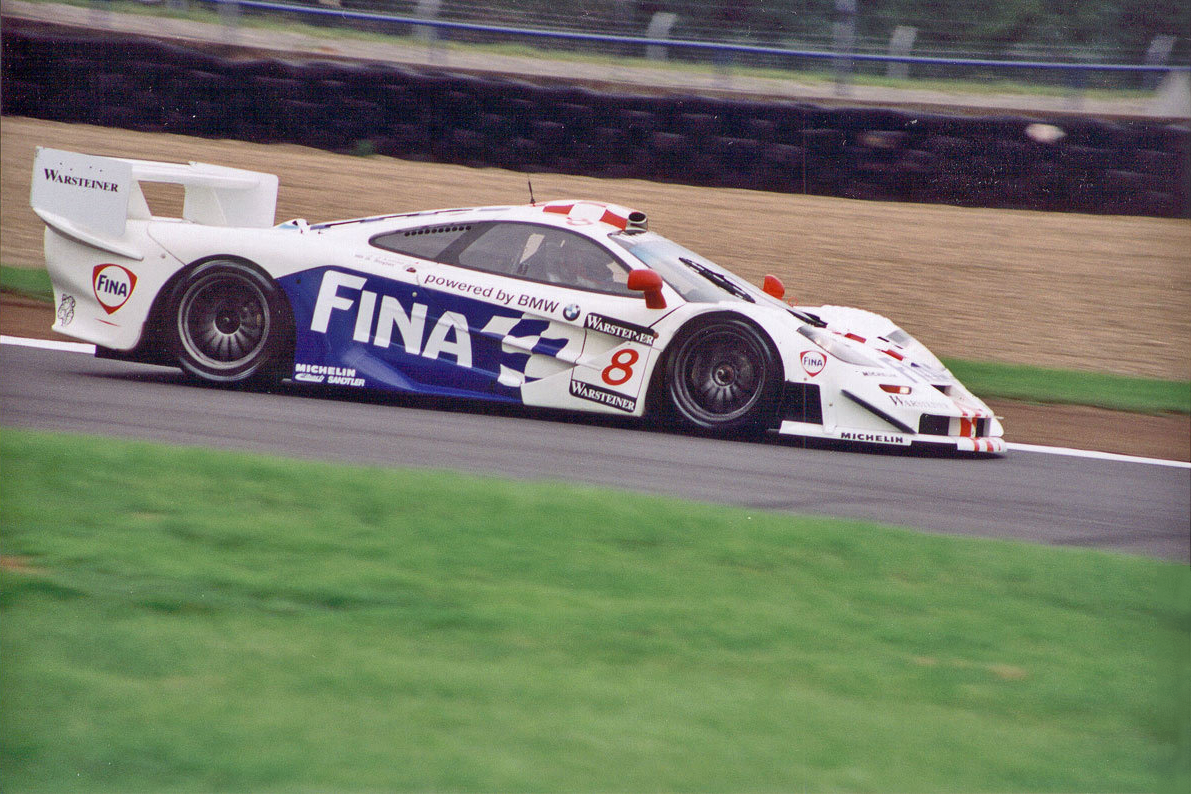
La McLaren F1 GTR version « Longtail » de 1997.

### GTR '97
Une fois la GT homologuée, la McLaren F1 GTR '97 put être développée. Le poids est réduit à 930 kg suivant le règlement, une boîte séquentielle Xtrac fait son apparition à la place de la Weismann classique et la cylindrée passe de 6 064 cm3 à 5 990 cm3 en réduisant la course de 87 mm à 85,94 mm. À cause de sa carrosserie allongée à l'arrière, elle reçoit la dénomination « Longtail » (« longue queue »).
Après leur retrait de la compétition, beaucoup de GTR seront converties pour un usage routier en ajoutant des silencieux, en changeant les sièges et la suspension (pour avoir une garde au sol moins basse) et en enlevant les brides à l'admission pour en faire de formidables voitures de sport.